# Краденое солнце (группа)
«Краденое солнце» — российская рок-группа, основанная в 1993 году в Санкт-Петербурге.

## История
Группа возникла в Санкт-Петербурге в 1993 году. Днем рождения коллектива считается 27 марта — дата первого выступления. В начале 1994 года к коллективу в качестве фронтмена присоединился Jeff (Евгений Анисимов).
В марте 2012 года вышел последний альбом группы — «Нефть».
В 2013 г. группа прекратила своё существование.
16 октября 2016 г. на 39-м году жизни скончался один из основателей группы Павел Ключарев.

## Состав
Последний состав:
- Александр «Кузо» Козьяков — тексты, гитара (1993—2013)
- Олег Пожидаев — ударные (2008—2013)

Бывшие участники:
- Павел Ключарев — клавишные, бас-гитара, музыка (1993—2016) †
- Евгений «Jeff» Анисимов — тексты, музыка, вокал, фронтмен (1994—2000; 2008–2012)
- Сергей «Драмс» Шульман — ударные (1994—1996)
- Алексей «Папик» Каширский — баян (1995—1998)
- Сергей «Фима» Ефимов — труба (1996—1998)
- Кирилл Погоничев — ударные (1996—2003)
- Анатолий «Толик» Скляренко — гитара (2001—2003)

## Дискография
- 1993 — Бразилия, как я её понимаю
- 1994 — Кусеньки — Кусачки
- 1995 — Кот
- 1997 — Чукча (запись произведена на студии DDT Records летом 1997г.)
- 1998 — Живая коллекция
- 1998 — Краденое солнце (музыкальная сказка)
- 2000 — Антимузыка (сингл)
- 2000 — Маджента
- 2002 — Моряки (сингл)
- 2002 — Антарктида — Мадрид
- 2012 — Нефть